# Sony Entertainment Television
Sony Entertainment Television (zkráceně SET) je indický všeobecný zábavní placený televizní kanál v hindštině, který byl spuštěn v roce 1995 a je vlastněn společností Culver Max Entertainment, divizí Sony Pictures.

## Historie
Kanál byl spuštěn 8. října 1995 a vysílat začal mnoho dramatických pořadů a reality show. Do roku 2003 také vysílal všechny pořady Disney Channel a filmy Disney. Vysílala také pořady CID a Crime Patrol. V roce 2006 společnost Sony natočila adaptaci známého pořadu Big Brother. Natočila také adaptaci amerického pořadu Fear Factor , ale všechny tyto pořady byly přesunuty na Colors TV.
Kanál zahájil také mezinárodní vysílání pod názvem Sony Television Entertainment Asia (SET Asia). Od prosince 2016 byl název „Asia“ zrušen.
V roce 2001 změnila logo na zelenou barvu a v listopadu 2016 na fialovou. V roce 2022 změnila své logo tak, aby odpovídalo logu SonyLIV.

## Kanály
Stanice vysílala na čtyřech kanálech.
Hlavní kanál Sony SAB. Kanál Sony Pal zaměřený pro ženy, Sony Kal zaměřený na soup operu a Sony LIV zaměřená na sport a seriály, lze naladit ve více státech.

## Loga

Logo Sony Entertainment Television v letech 1995 až 2007
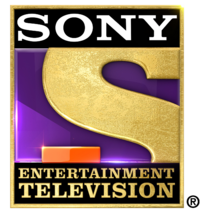
Logo Sony Entertainment Television od roku 2016 do 2022
Logo Sony Entertainment Television od roku 2022 do současnosti